# Pratt & Whitney Canada PW100

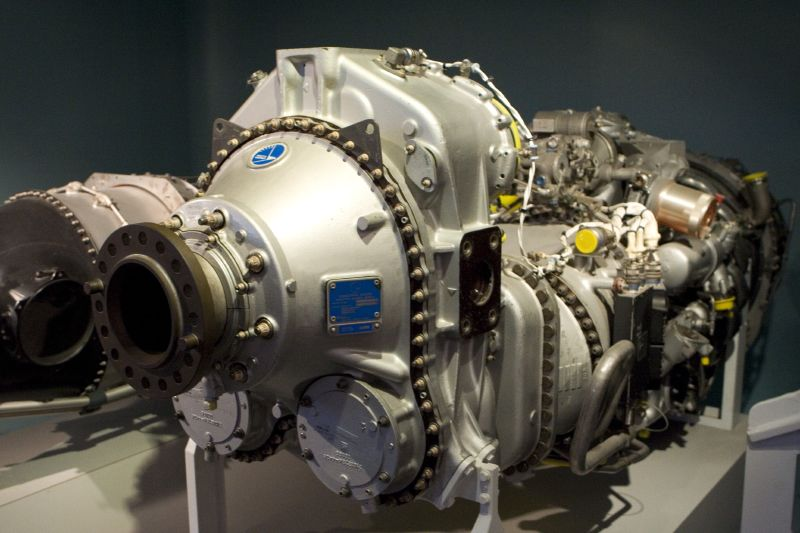
PW120

Die Baureihe PW100 von Pratt & Whitney Canada umfasst Turbopropmotoren von 1800 bis 2750 Wellen-PS für Regionalverkehrsflugzeuge von 30 bis 70 Sitzplätzen. Sie finden unter anderem Verwendung in der De Havilland DHC-8, ihren Konkurrenzmustern ATR 42 und ATR 72 sowie der D328eco von Deutsche Aircraft.

Das aktuelle und bislang stärkste Modell der PW100-Reihe ist das PW150A mit über 3400 kW Leistung.
Alle Typen unterscheiden sich nur unwesentlich von außen. Markantes Merkmal des kleinsten Triebwerks (PW118 mit 1800 PS) ist der kleine Propellerflansch, während die neueren und stärksten Triebwerke (PW119, PW124, PW127) durch den isolierten Heißteilbereich auffallen.
Ebenso wird zwischen kleinen (Low Power) und großen (High Power) Motoren unterschieden. Der Hauptunterschied liegt an dem Abblasventil (auch HBV = Handling Bleed Valve, beim PW119 IBV = Intercompressor Bleed Valve) zur Abführung überschüssiger Luft zwischen Nieder- und Hochdruckverdichter. Dies ist notwendig, da das Niederdrucksystem ohne Last (Ölpumpe, Kraftstoffpumpe, DC-Generator) arbeitet und so im Leerlauf zu viel Luft zum Hochdruckverdichter liefern würde. Diese Luft wird in die Umgebung (Outboard) abgelassen.
Zur Familie der großen gehören PW123 bis PW127, der kleinen PW118 bis PW121 inklusive des PW119.
Das PW119 ist ein großer Motor (Turbomachinery/TMM), mit einem kleinen Getriebe (Reduction Gearbox/RGB). Dadurch wird sichergestellt, dass der Heißteilbereich entlastet wird, da die Leistung gedrosselt wurde.
Das Triebwerk besitzt drei Rotorsysteme: Hochdruck-(HP), Niederdruck- (LP) und Antriebssystem (PT). Diese bestehen aus Radialverdichter (nur HP und LP) und einstufigen (HP/LP) und einer zweistufigen (PT)Turbine.
Die Radialverdichter bestehen aus Titan. Sie werden aus Vollmaterial gefräst und sind dementsprechend teuer, halten aber für einen sicheren Betrieb circa 30.000 Flugstunden.
Da Titan nicht hochtemperaturfest ist, wird im Heißteilbereich überwiegend Inconel verwendet. Diese Nickelbasislegierung ist zusätzlich noch mit verschiedenen Beschichtungen (Coatings) versehen, um die Haltbarkeit zu erhöhen.
Im Gegensatz zum PT6 ist beim PW100 der Lufteinlass vorne, der Auslass hinten. Daher muss eine lange Welle das Drehmoment von der Antriebsturbine nach vorne zum zweistufigen Getriebe übertragen.
Siehe auch: Pratt & Whitney

## Technische Daten
Die Dreiwellenturbine verfügt über einen jeweils zweistufigen Verdichter für den Hochdruck und Niederdruckteil, eine ringförmige Brennkammer mit rückwärtigem Luftfluss, eine einstufige Hochdruck- und Niederdruckturbine, sowie eine zweistufige Arbeitsturbine.
Beim PW150A ersetzten drei axiale und eine radiale Verdichterstufen die zwei radialen Verdichterstufen der anderen Triebwerke der Baureihe. Weiterhin ist ein Zweikanal-FADEC verbaut.
Zum spezifischen Kraftstoffverbrauch siehe Spezifischer Kraftstoffverbrauch
| Triebwerk  | Startleistung (kW) | Trockengewicht (kg) | Durchmesser (mm) | Länge (mm) |
| ---------- | ------------------ | ------------------- | ---------------- | ---------- |
| PW121      | 1603               | 425                 | 838              | 2134       |
| PW123      | 1775               | 450                 | 838              | 2134       |
| PW127E     | 1790               | 481                 | 838              | 2134       |
| PW127F     | 2051               | 450                 | 838              | 2134       |
| PW127H/J/M | 2051               | 481                 | 838              | 2134       |
| PW127XT    | 2750               |                     |                  |            |
| PW150A     | 3781               | 690                 | 1105             | 2423       |